# Consolas Midas
Midas es una empresa que diseña consolas de audio profesionales. Fundada en Londres en 1970 por Jeff Byers y Charles Brooke. La compañía es parte del grupo de marcas Music Tribe .
Los ingenieros de audio utilizan las consolas Midas para mezclar sonido en vivo . Las aplicaciones para estas consolas incluyen FOH ( Front of House ) entre otros. Midas también comercializa los componentes de distribución de audio digital que se usan comúnmente con sus consolas digitales como serpientes digitales independientes o redes de distribución de audio multisitio más grandes.

## Historia
Originalmente fundada en 1970 por Jeff Byers y Charles Brooke como Midas Amplification, un fabricante londinense de amplificadores de guitarra. La compañía se mudó cerca de la estación de Euston en Londres, al lado de Martin Audio, en 1972, y comenzó a producir el mezclador modular PR System en 1974. Los mezcladores Midas se adoptaron en el mercado de sonido de giras y Clair Brothers Audio los utilizó en las giras de conciertos de Elvis Presley, Yes (banda), Billy Joel y The Beach Boys . Pink Floyd usó consolas Midas en su Animals Tour en 1977 y The Wall Tour en 1979, y Frank Zappa usó consolas Midas en su gira mundial de 1980. Midas también experimentó el éxito en el mercado del teatro musical, con sus consolas utilizadas para producciones de Evita y Cats .
Midas lanzó la XL, la primera de una serie de consolas profesionales para giras de gran formato, en la Convención AES de Nueva York en 1986. El desarrollo del XL fue costoso y, en diciembre de 1987, Klark Teknik compró los activos de Midas Audio Systems Ltd. Bajo esta nueva propiedad, Midas lanzó el XL2 en 1988, el XL3 en 1990 y el XL4 en 1995. La XL3 y la XL4 establecieron a Midas como un fabricante líder de consolas en vivo durante las próximas dos décadas, y la serie XL crecería para incluir la XL200 y la XL250, así como modelos más pequeños dirigidos al mercado de sonido regional y de clubes.

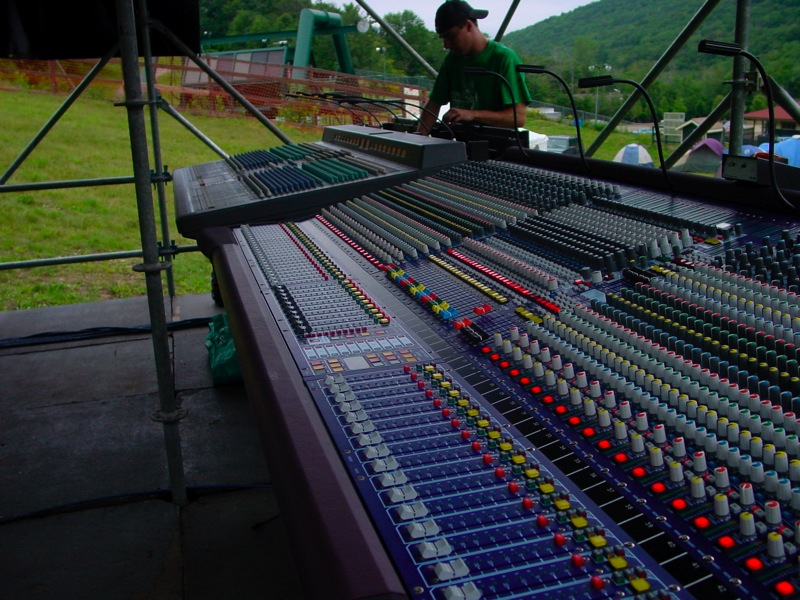
Una mesa de mezclas Midas Heritage 3000 a la derecha en la posición Front of House en un concierto al aire libre.

A partir de 1998, Midas presentó las consolas de la serie Heritage, incluidas las H3000, H2000, H1000 y H4000.
Midas presentó su primera consola digital, la insignia XL8, en Musikmesse Frankfurt en 2006. Las características notables de XL8 incluyeron tres preamplificadores por canal para permitir que las superficies de control de front of house, monitor y transmisión se alimenten desde el mismo rack de entrada, procesadores de control maestro redundantes dobles e integración con el sistema Klark Teknik Helix EQ a través del control remoto Rapide . En septiembre de 2008, en la feria comercial anual PLASA, Midas presentó el sistema de audio en vivo PRO6, el segundo sistema de audio digital en red de Midas. Empleando tecnologías desarrolladas a partir del XL8, el PRO6 ofreció un rendimiento de audio similar en un factor de forma más compacto.
En 2010, Midas presentó las consolas digitales PRO3 y PRO9, junto con la consola híbrida analógica digital VeniceF ("Digi-Log"), que reemplazó a la consola analógica Venice. En la feria PLASA de 2011, Midas presentó las consolas PRO2 y PRO2C, que ofrecían funciones digitales de Midas de las consolas PRO y XL8 más grandes en un paquete más compacto y a un precio más bajo. El año siguiente en InfoComm, Midas presentó la consola digital PRO1, con un espacio físico aún más pequeño y un precio más bajo que la PRO2/PRO2C.

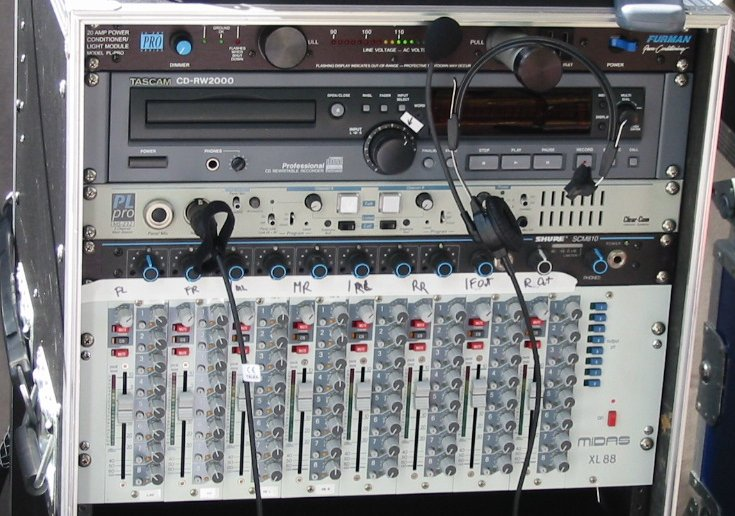
Un rack de 19 pulgadas con varios dispositivos de audio profesionales, incluido un mezclador de matriz Midas XL88 8×8 en la parte inferior

En enero de 2014, en el NAMM Show en Anaheim, California, Midas presentó el M32 ($4,999 MSRP en EE. UU.), basado en gran parte en el exitoso mezclador Behringer X32 de la empresa matriz Music Tribe, que comparte la mayor parte del sistema operativo del X32, pero utiliza el Pro de Midas. Preamplificadores de micrófono de serie. (X32 usa preamplificadores diseñados por Midas ligeramente diferentes, con convertidores Cirrus Logic A/D y una frecuencia de muestreo de 48 kHz. Los preamplificadores Midas Pro son 96 kHz y usar el convertidor A/D de 8 canales MIDAS-8000 de Midas, que supuestamente tiene mejores números de rendimiento que los chips Cirrus Logic usados por la mayoría de los otros fabricantes de consolas).
Al mismo tiempo, Midas comenzó a retirar gran parte de su línea de productos de consolas analógicas, incluidas las series Heritage, Legend y Siena, mientras mantenía la consola analógica Verona y las versiones híbridas analógicas y digitales VeniceF y VeniceU de la consola Venice original como parte activa de Línea de productos de Midas.
Linux se utiliza en el núcleo de todas las consolas digitales de Midas. Esto se menciona de manera destacada en sus materiales de marketing, así como en su preferencia por el desarrollo de Linux y la experiencia en programación del kernel en las ofertas de trabajo para puestos de desarrollo. El núcleo de todos los escritorios Midas Pro es una placa base de PC estándar con una tarjeta flash de 4 GB (para sistema operativo y almacenamiento de datos).
Midas pasó a formar parte del Grupo Telex, que posteriormente fue adquirido por el Grupo Bosch en enero de 2006. En diciembre de 2009, Midas y Klark Teknik fueron adquiridas por Music Group, un holding presidido por Uli Behringer. Music Group más tarde fue rebautizado como Music Tribe.